# Anne Sander
Anne Sander (Haguenau, 1º ottobre 1973) è una politica francese.
Iscritta a I Repubblicani, è europarlamentare dal 2014 e questore del Parlamento europeo dal 2019.

## Carriera
Nel 2014 si candida alle elezioni europee venendo eletta al Parlamento europeo.
Dopo la rielezione nel 2019 viene eletta primo questore del Parlamento europeo con 407 voti entrando così nell'Ufficio di presidenza del Parlamento presieduto da David Sassoli.
Ha sostenuto Bruno Le Maire alle primarie presidenziali de I Repubblicani nel 2016 e Laurent Wauquiez come leader del partito nel 2017.